# Interkulturelt museum
Interkulturelt Museum (IKM), tidligere Internasjonalt kultursenter og museum eller Internasjonalt kulturmuseum, är sedan 2006 en avdelning av Oslo Museum.
Interkulturelt museum är ett migrationsmuseum som samlar, bevarar och förmedlar nya minoriteters invandrings- och etableringshistoria i Norge. Museet arbetar efter principen "inte om mig, utan med mig", vilket innebär att de grupper som är del av utställningarna också ska ha inflytande över desamma.
Museet öppnade 1990 och utsågs till Årets museum i Norge 2006.